# Liste der belgischen Botschafter in Osttimor

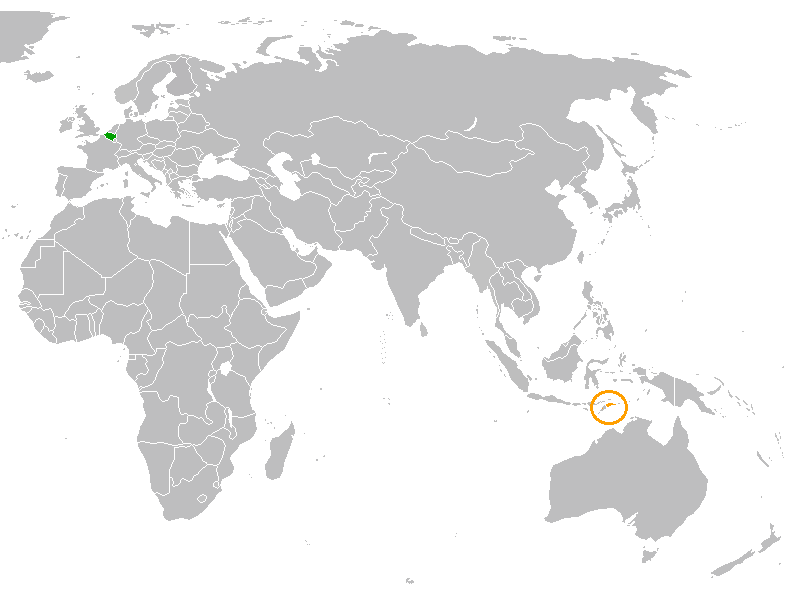
Belgien (grün) und Osttimor (orange)

Diese Liste führt die belgischen Botschafter in Osttimor auf.

## Hintergrund
Die beiden Länder nahmen am 3. Februar 2003 diplomatische Beziehungen auf. Der Botschafter Belgiens in Osttimor hat seinen Sitz im indonesischen Jakarta. Die Botschaft befindet sich im Deutsche Bank Building, 16th Floor, Jl. Imam Bonjol No. 80.

## Liste der Botschafter
| Bild    | Name                | Amtszeit  | Anmerkungen                                    |         |
| Belgien | Belgien             | Belgien   | Belgien                                        | Belgien |
| ------- | ------------------- | --------- | ---------------------------------------------- | ------- |
|         | ?                   |           |                                                |         |
|         | Marc Trenteseau     | 2006–2009 |                                                |         |
|         | Christian Tanghe    | 2009–2012 | Akkreditierung in Indonesien: 6. November 2009 |         |
|         | Filip Cumps         | 2012–2014 | Akkreditierung in Indonesien: 17. Oktober 2012 |         |
|         | Patrick Hermann     | 2015–2018 | Akkreditierung: 17. Februar 2015               |         |
|         | Stéphane de Loecker | 2018–2022 | Akkreditierung: 28. Februar 2019               |         |
|         | Frank Leon L. Felix | ab 2023   | Akkreditierung: 1. Februar 2023                |         |